# Sport motorowy
Sport motorowy (inaczej; motorsport, motosport) – dziedzina sportu, obejmująca współzawodnictwo na pojazdach lądowych napędzanych silnikami, spalinowymi, odrzutowymi, turbinowymi, rakietowymi bądź elektrycznymi. Zadania polskiego związku sportowego w dziedzinie sportu motorowego realizuje Polski Związek Motorowy. Światowym regulatorem znacznej części motosportu jest Fédération Internationale de l’Automobile i Fédération Internationale de Motocyclisme.
Sport motorowy dzieli się na cztery dyscypliny:
- sport kartingowy,
- sport motocyklowy,
- sport samochodowy,
- sport żużlowy.